# كارل غاريت
كارل غاريت (بالإنجليزية: Carl Garrett)‏ هو لاعب كرة قدم أمريكية أمريكي، ولد في 31 أغسطس 1947 في دينتون في الولايات المتحدة.

## وصلات خارجية
- كارل غاريت على موقع مرجع كرة القدم المحترفة.كوم (الإنجليزية)